# Johannes Kleinschmidt (Politiker)
Johann(es) Kleinschmidt (* 14. Januar 1569 in Kassel; † 5. März 1611 ebenda) war Bürgermeister von Kassel.

## Leben
Kleinschmidt war der Sohn des Kanzlers Johannes Kleinschmidt (1536–1587) und dessen Ehefrau Catharina  Klüppel. Er heiratete am 30. April 1599 in Marburg Anna Sixtus († 1628), der Tochter des Marburger Professors und Rats Regerus Sixtinus.
Er studierte ab 1586 Rechtswissenschaften in Marburg und wurde zum Dr. jur. promoviert. Er war 1606 bis 1609 Bürgermeister von Kassel. Dort war er auch Gildemeister der Hansegreben.